# Could It Be Magic
Could It Be Magic è un singolo di Barry Manilow del 1975, parte dell'album Barry Manilow I.

## Descrizione
La canzone è costruita intorno al Preludio in do minore, opus 28, numero 20 di Fryderyk Chopin.
Fu riproposta nel 1993 in un nuovo remix.

## Successo commerciale
Il brano ebbe un notevole successo e raggiunse la posizione numero 6 nella Billboard Hot 100.

## Tracce
1. Could It Be Magic – 3:37
2. I Am Your Child – 2:14

## Versione di Donna Summer
Appena un anno dopo la versione di Manilow fu pubblicato il singolo contenente la cover di Could It Be Magic di Donna Summer, inclusa anche nell'album A Love Trilogy. Anche in questa nuova versione dance, il brano ebbe molto successo arrivando alla terza posizione della US Dance Chart.

### Tracce
7" singolo
1. Could It Be Magic – 3:15
2. Whispering Waves – 4:50

7" singolo
1. Could It Be Magic – 5:20
2. Come with Me – 4:20

### Classifiche
| Classifica (1976)            | Posizione più alta |
| ---------------------------- | ------------------ |
| Austria                      | 14                 |
| Germania                     | 23                 |
| Regno Unito                  | 40                 |
| U.S. Billboard Black Singles | 21                 |
| U.S: Billboard Hot 100       | 52                 |

## Versione dei Take That
Could It Be Magic è un singolo del gruppo britannico Take That, pubblicato nel 1992 come settimo ed ultimo estratto dal loro album d'esordio Take That & Party dall'etichetta RCA.
È il loro primo singolo a raggiungere la top 3 nella classifica dei singoli del Regno Unito e ad entrare anche in quelle di diversi Paesi europei, rendendoli popolari fuori patria.

### Tracce
Vinile promozionale 12" Regno Unito
1. Could It Be Magic (Deep in Rapino's Club Mix) – 5:56
2. Take That Club Megamix
3. Could It Be Magic (Mr. F. Mix)

CD singolo promozionale Regno Unito
1. Could It Be Magic (Rapino Radio Mix/Album Version) – 3:30
2. Take That Radio Megamix – 4:38

Maxi CD Regno Unito
1. Could It Be Magic (Rapino Radio Mix/Album Version) – 3:30
2. Could It Be Magic (Deep in Rapino's Club Mix) – 5:56
3. Could It Be Magic (Acapella) – 3:12
4. Could It Be Magic (Ciao Baby Mix) – 7:19
5. Could It Be Magic (Rapino Dub) – 3:44
6. Could It Be Magic (Paparazzo Mix) – 5:27
7. Could It Be Magic (Deep in Rapino's Dub) – 5:57
8. Could It Be Magic (Club Rapino Mix) – 3:43

Maxi CD Europa
1. Could It Be Magic (Rapino Radio Mix/Album Version) – 3:30
2. Could It Be Magic (Deep in Rapino's Club Mix) – 5:56
3. Could It Be Magic (Ciao Baby Mix) – 7:19
4. Could It Be Magic (Paparazzo Mix) – 5:27

Vinile promozionale 12" Francia
1. Could It Be Magic (Paparazzo Mix) – 5:27
2. Could It Be Magic (Club Rapino Mix) – 3:43
3. Could It Be Magic (Ciao Baby Mix) – 7:19

### Classifiche
| Classifica (1993) | Posizione massima |
| ----------------- | ----------------- |
| Australia         | 30                |
| Francia           | 42                |
| Germania          | 37                |
| Irlanda           | 3                 |
| Svezia            | 30                |
| Regno Unito       | 3                 |